# Complessità dei circuiti
In informatica teorica, la complessità dei circuiti è un ramo della teoria della complessità computazionale nel quale le funzioni booleane sono classificate secondo la dimensione o la profondità dei circuiti booleani che le computano. Si parla quindi della complessità di un circuito booleano. Una nozione collegata è la complessità dei circuiti di un linguaggio ricorsivo che è deciso da una famiglia di circuiti {\displaystyle C_{1},C_{2},\ldots } (vedi sotto).
Un circuito booleano con {\displaystyle n} bit di input è un grafo aciclico diretto nel quale ogni nodo (solitamente chiamato porta in questo contesto) è o un nodo di input di grado interno 0 etichettato da uno degli {\displaystyle n} bit dell'input, una porta AND, una porta OR o una porta NOT. Una di queste porte è designata come la porta dell'output. Tale circuito computa naturalmente una funzione dei suoi {\displaystyle n} input. La dimensione di un circuito è il numero di porte che contiene e la sua profondità è la lunghezza massima di un cammino da una porta di input alla porta di output.
Ci sono due nozioni principali di complessità dei circuiti (queste sono delineate in Sipser (1997):324). La complessità della dimensione dei circuiti di una funzione booleana {\displaystyle f} è la dimensione minimale di qualsiasi circuito che computi {\displaystyle f}. La complessità della profondità dei circuiti di una funzione booleana {\displaystyle f} è la profondità minimale di qualsiasi circuito che computi {\displaystyle f}.
Queste nozioni si generalizzano quando si consideri la complessità dei circuiti di un linguaggio ricorsivo: un linguaggio formale può contenere stringhe con molte lunghezze diverse di bit. I circuiti booleani, tuttavia, comsentono soltanto un numero fisso di bit degli input. Perciò nessun circuito booleano singolo è capace di decidere tale linguaggio. Per tenere conto di tale possibilità, si considerano famiglie di circuiti {\displaystyle C_{1},C_{2},\ldots } dove ciascun {\displaystyle C_{n}} accetta input di dimensione {\displaystyle n}. Ciascuna famiglia di circuiti genererà naturalmente un linguaggio ricorsivo producendo {\displaystyle 1} quando una stringa è una componente della famiglia, e {\displaystyle 0} altrimenti. Diciamo che una famiglia di circuiti è di dimensione minimale se non c'è nessun'altra famiglia che decide su input di qualsiasi dimensione, {\displaystyle n}, con un circuito di dimensione minore di {\displaystyle C_{n}} (rispettivamente per le famiglie di profondità minimale).
Quindi, la complessità della dimensione dei circuiti di un linguaggio ricorsivo {\displaystyle A} è definita come la funzione {\displaystyle t:\mathbb {N} \to \mathbb {N} }, che collega una lunghezza di bit di un input, {\displaystyle n}, alla complessità della dimensione dei circuiti del circuito minimale {\displaystyle C_{n}} che decide se gli input di quella lunghezza sono in {\displaystyle A}. La complessità della profondità dei circuiti è definita in modo simile.
Le classi di complessità definite in termini di circuiti booleani includono AC0, AC, TC0 ed NC.

## Uniformità
I circuiti booleani sono uno degli esempi primari dei cosiddetti modelli di computazione non uniformi, nel senso che input di lunghezze diverse sono processati da circuiti diversi, in contrasto con i modelli uniformi come le macchine di Turing dove lo stesso dispositivo computazionale è usato per tutte le possibili lunghezze degli input. Un singolo problema computazionale è perciò associato a una particolare famiglia di circuiti booleani {\displaystyle C_{1},C_{2},\dots } dove ciascun {\displaystyle C_{n}} è il circuito che gestisce gli input di n bit. Su queste famiglie è spesso imposta una condizione di uniformità, che richiede l'esistenza di una qualche macchina di Turing con limiti di risorse che, sull'input n, produce una descrizione del singolo circuito {\displaystyle C_{n}}. Quando questa macchina di Turing ha un tempo di esecuzione polinomiale in n, si dice che la famiglia è P-uniforme. Il requisito più rigoroso dell'uniformità in DLOGTIME è di particolare interesse nello studio delle classi di circuiti a bassa profondità come AC0 o TC0.

### Uniforme in tempo polinomiale
Una famiglia di circuiti booleani {\displaystyle \{C_{n}:n\in \mathbb {N} \}} è uniforme in tempo polinomiale se esiste una macchina di Turing deterministica M, tale che
- M funziona in tempo polinomiale
- Per tutte le {\displaystyle n\in \mathbb {N} }, M produce una descrizione di {\displaystyle C_{n}} sull'input {\displaystyle 1^{n}}.

### Uniforme in spazio logaritmico
Una famiglia di circuiti booleani {\displaystyle \{C_{n}:n\in \mathbb {N} \}} è uniforme in spazio logaritmico (o in logspace) se esiste una macchina di Turing deterministica M, tale che
- M funziona in tempo polinomiale
- Per tutte le {\displaystyle n\in \mathbb {N} }, M produce una descrizione di {\displaystyle C_{n}} sull'input {\displaystyle 1^{n}}.

## Storia
La complessità dei circuiti risale a Shannon (1949), che dimostrò che quasi tutte le funzioni booleane su n variabili richiedono circuiti di dimensione Θ(2n/n). Malgrado questo fatto, i teorici della complessità non sono stati in grado di dimostrare i limiti inferiori dei circuiti superpolinomiali per specifiche funzioni booleane.
D'altro canto, i limiti inferiori superpolinomiali sono stati dimostrati sulla base di certe restrizioni imposte sulla famiglia di circuiti usati. La prima funzione per la quale furono mostrati i limiti inferiori dei circuiti superpolinomiali fu la funzione di parità, che computa la somma dei bit dei suoi input modulo 2. Il fatto che la parità non sia contenuta in AC0 fu stabilito per la prima volta indipendentemente da Ajtai (1983) e da Furst, Saxe e Sipser (1984). Successivi miglioramenti da parte di Håstad (1987) in realtà stabiliscono che qualsiasi circuito di profondità costante che computa la funzione di parità richiede la dimensione esponenziale. Smolensky (1987) dimostrò che questo è vero anche se il circuito è ampliato con porte che computano la somma dei bit dei suoi input modulo qualche numero primo p dispari.
Il problema della k-cricca è decidere se un dato grafo su n vertici ha una cricca di dimensione k. Per qualsiasi particolare scelta delle costanti n e k, il grafo può essere codificato in binario usando {\displaystyle {n \choose 2}} bit che indicano per ciascun possibile spigolo se è presente. Allora il problema della k-cricca è formalizzato come una funzione {\displaystyle f_{k}:\{0,1\}^{n \choose 2}\to \{0,1\}} tale che {\displaystyle f_{k}} produce 1 se e solo se il grafo codificato dalla stringa contiene una cricca di dimensione k. Questa famiglia di funzioni è monotona e può essere computata da una famiglia di circuiti, ma si è mostrato che non può essere computata da una famiglia di dimensione polinomiale di circuiti monotoni (ossia, circuiti con porte AND e OR ma senza negazione). Il risultato originario di Razborov (1985) fu in seguito migliorato in un limite inferiore di dimensione esponenziale da Alon e Boppana (1987). Rossman (2008) mostra che i circuiti a profondità costante con porte AND, OR e NOT richiedono dimensione {\displaystyle \Omega (n^{k/4})} per risolvere il problema della k-cricca anche nel caso medio. Tuttavia, c'è un circuito di dimensione {\displaystyle n^{k/4+O(1)}} che computa {\displaystyle f_{k}}.
Raz e McKenzie in seguito dimostrarono che la gerarchia monotona NC è infinita (1999).
Il problema della divisione degli interi giace in TC0 uniforme (Hesse 2001).

## Limiti inferiori dei circuiti
I limiti inferiori dei circuiti sono generalmente difficili. I risultati noti includono:
- La parità non è in AC0 non uniforme, provato da Ajtai (1983) e da Furst, Saxe e Sipser.
- TC0 uniforme non è contenuto in PP, provato da Allender.
- Le classi SP2, PP[4] ed MA/1[5] (MA con po' di aiuto) non sono in SIZE(nk) per qualsiasi costante k.
- Benché si sospetti che la classe in uniforme ACC0 non contenga la funzione di maggioranza, fu solo nel 2010 che Williams provò che {\displaystyle {\mathsf {NEXP}}\not \subseteq {\mathsf {ACC}}^{0}}.[6]

È aperto se NEXPTIME ha circuiti TC0 non uniformi.
Le prove dei limiti inferiori dei circuiti sono fortemente connesse alla derandomizzazione. Una prova che P = BPP implicherebbe che o {\displaystyle {\mathsf {NEXP}}\not \subseteq {\mathsf {P/poly}}} o quel permanente non possono essere computati da circuiti aritmetici non uniformi (polinomi) di dimensione e grado polinomiale.

## Classi di complessità
Molte classi di complessità dei circuiti sono definite in termini di gerarchie di classe. Per ogni intero non negativo i, c'è una classe NCi, che consiste di circuiti di dimensione polinomiale aventi profondità {\displaystyle O(\log ^{i}(n))}, che usano porte AND, OR e NOT con numero massimo di linee d'ingresso (fan-in) limitato. Possiamo parlare dell'unione NC di tutte queste classi. Considerando porte con numero massimo di linee d'ingresso non limitato, costruiamo le classi ACi e AC. Costruiamo molte altre classi di complessità dei circuiti con le stesse restrizioni di dimensione e di profondità consentendo diversi insiemi di porte.

## Relazione con la complessità temporale[1]
diciamo che un certo linguaggio, {\displaystyle A}, appartiene alla classe di complessità temporale {\displaystyle {\text{TIME}}(t(n))} per una qualche funzione {\displaystyle t:\mathbb {N} \to \mathbb {N} }. Allora {\displaystyle A} ha complessità dei circuiti {\displaystyle {\mathcal {O}}(t^{2}(n))}